# Àhmad Abu-Nasr ibn Nidham-al-Mulk
Àhmad Abu-Nasr ibn Nidham-al-Mulk (Balkh, ? - ?, 1149/1150) fou un visir seljúcida i abbàssida i fill del famós visir seljúcida Nidham-al-Mulk (mort en 1092).
Va néixer a Balkh fill de l'esmentat visir i d'una princesa georgiana, filla o neboda del rei Bagrat III l'unificador de Geòrgia i que anteriorment havia estat casada (o almenys promesa) a Alp Arslan. En vida del seu pare va viure a Esfahan i Hamadan, i també uns anys després del 1092.
El 1006/1007 va anar a la cort del sultà Muhàmmad ibn Màlik-Xah per presentar una queixa contra el rais (cap) de Hamadan i en arribar a la cort el sultà el va nomenar visir (juny de 1107) per substituir Sad-al-Mulk Abu-l-Mahàssin que acaba de ser executat com a sospitós d'heretge. El nomenament fou degut principalment a la reputació del seu pare i els títols d'aquest li foren atorgats (Kiwam-ad-Din, Sadr-al-Islam i Nidham-al-Mulk).
Fou visir per quatre anys en els quals va acompanyar el sultà a l'expedició del 1107/1108 a Bagdad i l'Iraq en la qual l'exèrcit seljúcida va derrotar i matar a Numaniya a l'emir mazyàdida d'Hilla Sàdaqa ibn Mansur anomenat «el rei dels àrabs». El 1109 el sultà va enviar a l'amir Čavlı Saqāvū a assetjar als ismaïlites a Alamut i Ostavand, però no van aconseguir res i en arribar l'hivern es van retirar; aquesta derrota va encaminar al sultà cap a una imminent destitució del visir: el 1010 fou objecte d'un atemptat ismaïlita a la mesquita de Bagdad, que va fracassar; la seva destitució es va produir no gaire després (1010/1011) sent substituït per Katir al-Mulk Abu Mansur Maybodi. Segons Ibn al-Athir, Àhmad es va retirar a la vida privada a Bagdad mateix, però segons l'historiador Anushirwan ibn Khalid, va ser empresonat pel sultà durant deu anys.
El 1122 era sultà Mahmud ibn Muhàmmad i tenia com a visir al seu germà Xams-al-Mulk Uthman, un altre dels fills de Nidham-al-Mulk. En aquell moment el visir abbàssida Amid-ad-Dawla Jalal-ad-Din Hàssan ibn Alí fou destituït i empresonat i el sultà Mahmud li va imposar un nou visir de la seva elecció i confiança, que fou Àhmad Abu-Nasr ibn Nidham-al-Mulk (octubre del 1122). En aquest càrrec va lluitar contra el mazyàdida Dubays ibn Sàdaqa. Poc després el sultà Mahmud va destituir al seu visir Shams al-Mulk Uthman ibn Nizam al-Mulk i el va fer executar; llavors el califa es va considerar legitimat per desfer-se del seu propi visir, germà de l'executat i el va destituir el 1123.
Àhmad es va retirar a una madrassa fundada pel seu pare a Bagdad, la Nidhamiyya, on va viure els darrers 25 anys de la seva vida. Va morir el 1149/1150.